# Rachael Kungu
Rachael Ray Kungu, nghệ danh DJ Rachael, (sinh khoảng năm 1978), là một disk jockey, nữ doanh nhân và nghệ sĩ thu âm người Uganda, người có sự nghiệp kéo dài hơn 25 năm. Bà là người sáng lập của Electronic Electronic và chủ sở hữu của Scraych Rekords, một phòng thu âm thanh riêng.
Vào tháng 6 năm 2017, Vice Magazine đã gọi Rachael Kungu, là "nữ DJ đầu tiên của Đông Phi".

## Bối cảnh và tuổi thơ
Rachael Kungu sinh ra ở Uganda vào khoảng năm 1978, và bà lớn lên trong khu phố cao cấp có tên là Muyenga, thuộc Phân khu Makindye ngày nay, nằm ở thủ đô Kampala của Uganda. Vào những năm 1990, Hotel International Muyenga nổi tiếng với các bữa tiệc ban ngày thường được thanh thiếu niên lui tới. Rachael là một trong số nhiều thanh thiếu niên tham dự các cuộc họp mặt hấp dẫn. Bà trở thành một phần của Câu lạc bộ Thanh niên Muyenga.
Khi Rachael 13 tuổi, Deidra Muriel Roper (DJ Sp Cinderella), một nữ nghệ sĩ người Mỹ và rapper đã đến biểu diễn tại Hotel International. Nghệ sĩ người Mỹ có ảnh hưởng sâu sắc đến người thiếu niên trẻ tuổi. Tại câu lạc bộ, Racheal được giới thiệu với các ngôi sao quốc tế như Salt-n-Pepa, Roxanne Shante, MC Lyte, Run-DMC cũng như Kid N Play. Bà bắt đầu bắt chước cách các ngôi sao quốc tế này biểu diễn và cũng ghi nhớ cách họ rap mà kỹ năng nào giúp cô có được một vị trí tại một hộp đêm của dj trong thị trấn.
Vì vẫn còn là một thiếu niên trẻ tuổi, bác của bà đã cùng bà đến Câu lạc bộ Pulsations, nơi DJ Wasswa Junior dạy bà cách xoay bàn xoay. Bà cũng trang web DJ Alex Ndawula để dạy cô một số kỹ năng. Những người hướng dẫn khác bao gồm cố DJ Berry.

## Nghề nghiệp
DJ Rachael bắt đầu sự nghiệp với tư cách là một dj vào năm 1994 và khi cuối cùng bà có thể tự mình làm việc, các chủ câu lạc bộ khác bắt đầu mang đến cơ hội làm việc tại câu lạc bộ của họ. Bà rời Club Pulsations và gia nhập Club Silk, nơi bà làm việc tám năm với tư cách là một DJ chính thức và chuyên nghiệp. Trong khi ở đó, bà có thời gian để thực hiện các hợp đồng để chơi tại các bữa tiệc công cộng và tư nhân.
Bà ngày càng được công nhận rộng rãi và nhận được hợp đồng chơi tại Club Sombreros ở Jinja và được tổ chức tại Club Florida 2000 và tại Club Carnival, cả ở Nairobi và Stone Club ở Mwanza. Chương trình phát thanh ở Ugandan Saturday Night Mix Show đã công nhận tầm quan trọng của DJ Rachael trong âm nhạc điện tử ở Uganda. Bà đã biểu diễn tại Nyege Nyege Festival năm 2017.